# W. A. Rémy
W. A. Rémy (* 10. Juni 1831 in Prag als Wilhelm Mayer; † 23. Jänner 1898 in Graz) war ein österreichischer Komponist und Musiker.

## Leben
Der Sohn eines Rechtsanwalts besuchte ab 1846 die Prager Orgelschule als Schüler von Carl Franz Pitsch. Eine enge Freundschaft verband ihn mit August Wilhelm Ambros, Eduard Hanslick und Karl Kappel von Savenau. Nach Abschluss des Jusstudiums trat er in den Staatsdienst ein und wurde zunächst Beamter in Pest, dann in Wien. Ab 1861 widmete er sich ausschließlich der Musik. Von 1862 bis 1870 leitete er den Musikverein Graz und war unter anderem Lehrer von Ferruccio Busoni, Richard Heuberger, Wilhelm Kienzl, Emil Nikolaus von Reznicek, Richard Sahla und Felix Weingartner. 1865 unterstützte er Robert Fuchs dabei, in Wien musikalische Studien aufzunehmen.
Seine Kompositionen wurden unter dem Pseudonym W. A. Rémy (ein Anagramm von W. Mayer) veröffentlicht.

## Ehrungen
- Ritterkreuz des Franz-Joseph-Ordens, 1887
- Benennung der Remygasse in Graz-Lend

## Werke (Auswahl)
- 5 Symphonien
- Das Waldfräulein, Oper (Graz, 1876, Neueinstudierung, 3. Juni 2022 durch die Grazer Opernfreunde, Dirigent: Stefan Birnhuber)
- Sardanapalus, Ouvertüre
- Helena, Symphonische Dichtung
- Phantasiestück
- Slawisches Liederspiel, Solostimmen, 2 Klaviere und Chor
- Östliche Rosen, Solostimmen, 2 Klaviere und Chor
- Kammermusik
- Lieder

2016 spielte die Pianistin Carmen Stefanescu in Köln mehrere Klavierstücke von Rémy ein. Die Sopranistin Shirin Asgari bot 2018/19 mit dem Pianisten Georg Wiedner Lieder von Rémy dar.